# 레너드 잭슨
레너드 잭슨(Leonard Jackson, 1928년 2월 7일 ~ 2013년 12월 22일)은 미국의 배우, 연극 배우, 텔레비전 배우이다.
잭슨빌에서 태어났으며 맨해튼에서 사망하였다. 사인은 알츠하이머병이다.

## 영화
- 컨스피러시 (1997년)
- 파루카빌 (1996년)
- 바스키아 (1996년)
- 부메랑 (1992년)
- 천국으로 가는 장의사 (1991년)
- 바스켓 케이스 2 (1990년)
- 컬러 퍼플 (1985년)
- 탐정 스펜서 (1985년)
- 다른 행성에서 온 형제 (1984년)